# Placyd
Placyd – imię męskie pochodzenia łacińskiego. Wywodzi się od łacińskiego przydomka pochodzącego od wyrazu pospolitego placidus, oznaczającego „spokojny, dobrotliwy, łagodny”. Notowane w Polsce co najmniej od 1691 roku. 
Żeński odpowiednik tego imienia: Placyda.

## Placydimieninyobchodzi
- 15 marca, jako wspomnienie bł. Placyda Riccardiego
- 6 maja, jako wspomnienie św. Placyda, kapłana z Autun
- 12 czerwca, jako wspomnienie św. Placyda z Abruzzów
- 11 lipca, jako wspomnienie św. Placyda i Zygisberta z Disentis
- 5 października, jako wspomnienie św. Placyda, Eutychiusza i towarzyszy
- 11 października, jako wspomnienie św. Placyda i towarzyszy

## Znane osoby noszące imię Placyd
- Plácido Domingo — hiszpański tenor
- Placyd Dziwiński — polski matematyk, rektor Politechniki Lwowskiej
- Placyd Jankowski — polski duchowny unicki, a następnie prawosławny; pisarz
- Plácido Rodríguez — piłkarz urugwajski, napastnik
- Telesphore Placidus Toppo — indyjski duchowny katolicki, arcybiskup Ranchi, kardynał